# Réserve naturelle régionale du mont de Couple
La réserve naturelle régionale du mont de Couple (RNR235) est une réserve naturelle régionale située dans le Pas-de-Calais, en région Hauts-de-France. Classée en 2011, elle occupe une surface de 13,6 hectares et protège un escarpement calcaire à quelques kilomètres du littoral de la Mer du Nord.

## Localisation

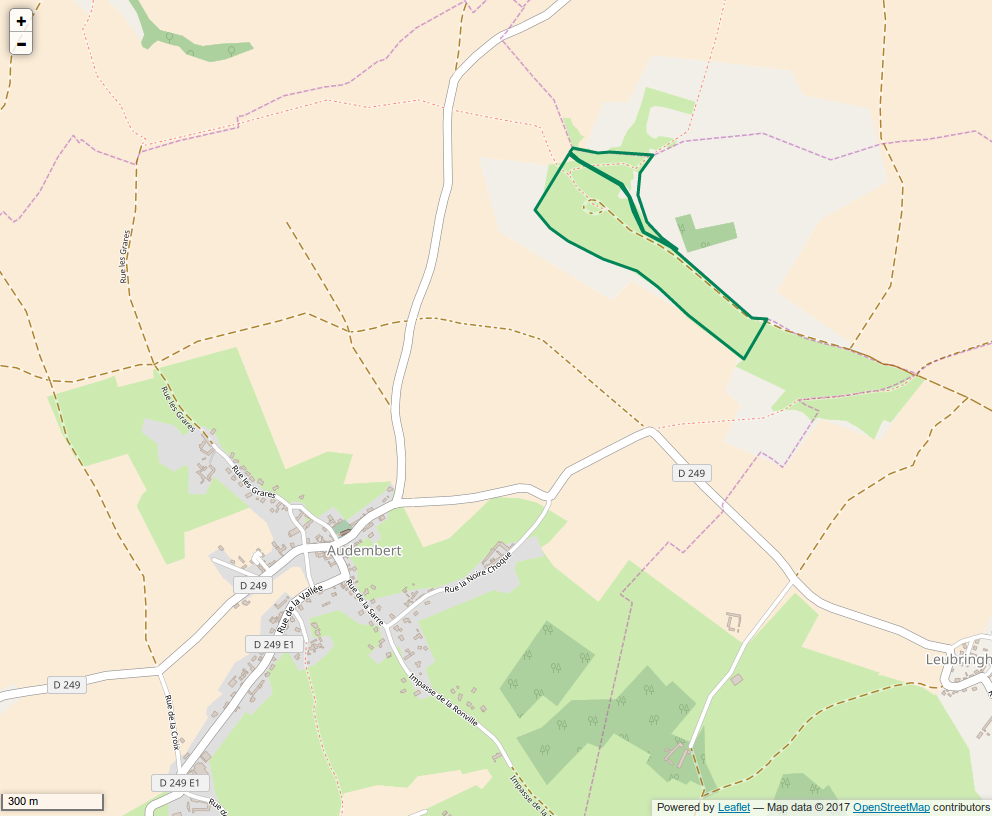
Périmètre de la réserve naturelle.

Le territoire de la réserve naturelle est dans le département du Pas-de-Calais, sur la commune d'Audembert. D'une altitude maximum de 164 m, il se trouve à 13 km de Calais et à 3,5 km de la Mer du Nord dans le Boulonnais dont c'est le sommet le plus élevé. Avec les sommets voisins du Mont d’Hubert et du Mont de Sombre, il constitue la partie nord de la cuesta crayeuse du Boulonnais.

## Histoire du site et de la réserve
Le site était autrefois couvert de forêts. Il fut ensuite défriché puis pâturé. Il a servi d'observatoire militaire en particulier par les Allemands et fut nanti d'un réseau de galeries et de bunkers dont certaines subsistent encore.
Une réserve naturelle volontaire a été créée en 1997 puis le site a été classé en RNR en 2011.

## Écologie (biodiversité, intérêt écopaysager…)
Le site présente un grand intérêt en raison de ses pelouses calcicoles.

### Flore
On trouve sur le site près d'une centaine d'espèces de plantes dont sept sont protégées régionalement et 13 sont rares à exceptionnelles. Le site présente des milieux très favorables pour les orchidées.

### Faune
L'avifaune fréquentant le site compte une soixantaine d'espèces comme le Pipit farlouse ou la Fauvette babillarde. Les galeries sont utilisées comme gîtes pour les chiroptères. Dans les amphibiens et reptiles on compte le Lézard vivipare et le Crapaud commun.
Pour les papillons, on peut mentionner le Demi-deuil et le Petit nacré.

## Intérêt touristique et pédagogique
Le sommet du mont de Couple laisse entrevoir un beau panorama sur Wissant, le pas de Calais, le cap Gris-Nez, le cap Blanc-Nez et l’arrière-pays du Boulonnais et du Calaisis. Une table d'orientation construite en 1992 permet de décrire le paysage.

## Administration, plan de gestion, règlement..
La réserve naturelle est gérée par le Parc naturel régional des Caps et Marais d'Opale.

### Outils et statut juridique
La RNV a été créée en 1997 ; La réserve naturelle régionale a été classée par une délibération du Conseil régional du 10 octobre 2011 pour une durée de 10 ans.